# 安塔卡薩山
11°34′11″S 76°15′18″W / 11.56972°S 76.25500°W
安塔卡薩山（Anta Q'asa），是秘魯的山峰，位於該國中部胡寧大區的堯利省和利馬大區的瓦羅奇里省，屬於安第斯山脈的一部分，處於尤拉科查山和西利亞加加山以西，海拔高度5,000米。